# Podarcis carbonelli
Espèce
Synonymes
- Podarcis bocagei carbonelli Perez Mellado, 1981
- Podarcis bocagei berlengensis Vicente, 1985

Statut de conservation UICN

 EN B1ab(i,ii,iii,iv,v) : En danger
Podarcis carbonelli est une espèce de sauriens de la famille des Lacertidae.

## Répartition

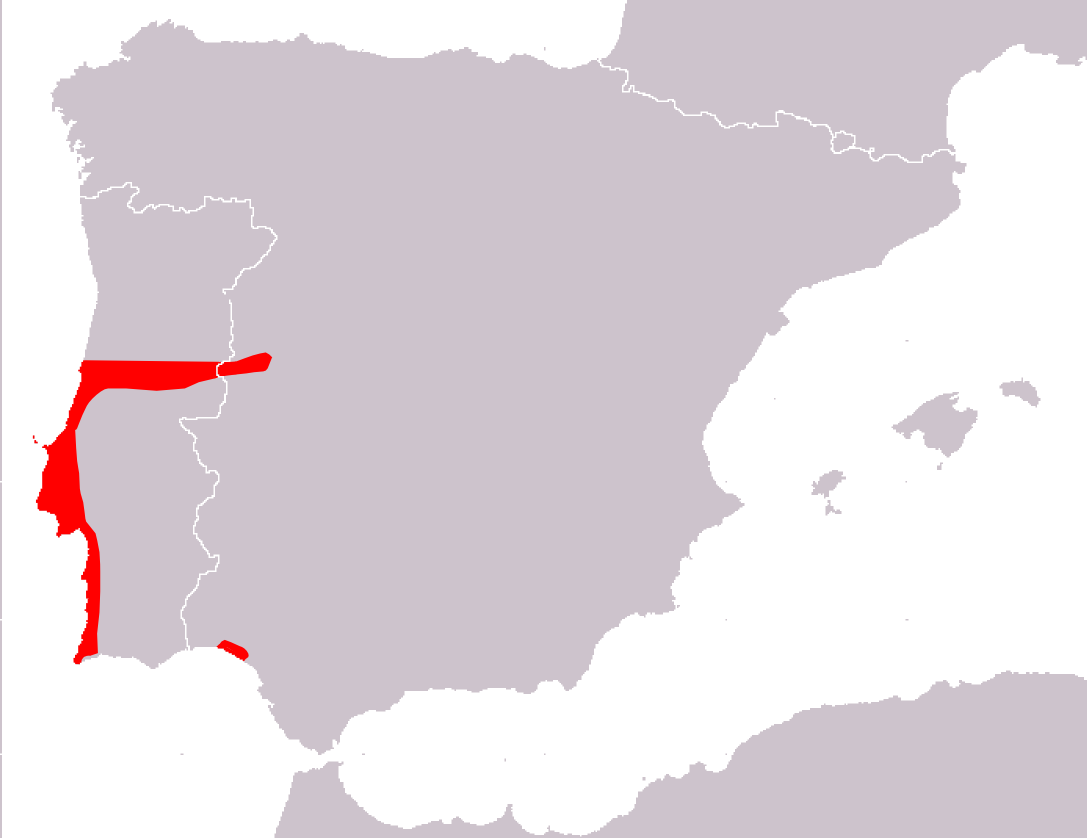
Distribution

Cette espèce se rencontre au Portugal et dans l'ouest de l'Espagne.
L'aire de distribution de Podarcis carbonelli occupe moins de 5 000 km2 au Portugal et en Espagne. Elle est fortement morcelée. Dans l'intérieur, toutes les populations portugaises sont localisées aux provinces situées immédiatement au sud du Douro et, juste de l'autre côté de la frontière, à l'extrême sud-ouest de la province de Salamanque, en Espagne. Sur le littoral, l'espèce est présente localement le long d'une très étroite bande côtière depuis la région de Porto au Coto de Doñana. Il est en outre présent sur l'archipel des Berlengas, sous une forme endémique de ce petit archipel.

## Habitat
Dans l'intérieur des terres, il habite essentiellement les chênaies des zones accidentées ou montagneuses, entre 500 et 1 200 m d'altitude. Sur le littoral, on le trouve jusqu'au niveau de la mer, surtout dans les milieux dunaires.

## Description
Cette espèce mesure jusqu'à 63,5 mm sans la queue.

## Liste des sous-espèces
Selon The Reptile Database (8 février 2013) :
- Podarcis carbonelli berlengensis Vicente, 1985 de l'archipel des Berlengas au Portugal
- Podarcis carbonelli carbonelli Pérez Mellado, 1981 de la péninsule Ibérique

## Taxinomie
Cette espèce a été décrite en tant que sous-espèce de Podarcis bocagei elle a été élevée au rang d'espèce par Sá-Sousa et Harris en 2000.

## Étymologie
Cette espèce est nommée en référence à J. Carbonell, l'épouse du descripteur et la sous-espèce en référence au lieu de sa découverte.

## Publications originales
- Perez Mellado, 1981 : Nuevos datos sobre la sistematica y distribucion de Podarcis bocagei (Seoane, 1884) (Sauria, Lacertidae) en la Peninsula Iberica. Amphibia-Reptilia, vol. 2, no 3, p. 259-265.
- Vicente, 1985 : Description d'une nouvelle sous-espèce de Podarcis bocagei (Seoane, 1884) (Sauria, Lacertidae) de l'île de Berlenga : Podarcis bocagei berlengensis. Bulletin du Muséum National d'Histoire Naturelle Section A Zoologie Biologie et Écologie Animales, ser.4, vol. 7, no 1, p. 267-274.